# Fuerza Ecuador
Fuerza Ecuador (oficialmente Fuerza EC) fue un partido político ecuatoriano fundado en 2015 por Abdalá Bucaram Pulley, tras la desaparición del antiguo Partido Roldosista Ecuatoriano que lideraba su padre, el expresidente Abdalá Bucaram.

## Historia
Abdalá Bucaram Pulley, quien había participado como candidato a asambleísta y con el extinto Partido Roldosista Ecuatoriano (PRE), decidió refundar un nuevo partido político denominado Fuerza Ecuador, que retomaba la lucha por la supuesta persecución política de su padre, con una ideología socialdemócrata con un estilo más sereno y académico.  El Partido Fuerza Ecuador fue aprobado por el Consejo Nacional Electoral de Ecuador tras presentar 226 040 firmas válidas para su inscripción, obteniendo el número 10 en la lista electoral, la misma de su predecesor, el Partido Roldosista Ecuatoriano. Es así que Bucaram Pulley decidió participar para las elecciones presidenciales de 2017, en binomio con el jurista Ramiro Aguilar, quedando en quinto lugar, y obteniendo sólo un escaño en la Asamblea Nacional. En el balotaje, Fuerza Ecuador decidió apoyar a Guillermo Lasso
Con el retorno del expresidente, Abdalá Bucaram, este tomo las riendas del partido afiliándose al partido a finales del 2017, recibiendo el apoyo de los antiguos militantes del extinto PRE, retomando el estilo político populista de este partido y dando apoyo crítico al gobierno de Lenín Moreno, empezando a tramitar el cambio de nombre del partido a Fuerza.EC-Partido Roldosista Ecuatoriano, FE-PRE.
El expresidente retomó la campaña de su partido en las elecciones seccionales de 2019 obteniendo una prefectura en alianza con el Movimiento CREO y otras organizaciones políticas, además de 9 alcaldías. En 2021, el expresidente Abdalá Bucaram anuncia su precandidatura presidencial para las elecciones presidenciales de 2021.
El 27 de noviembre de 2021, el Consejo Nacional Electoral disolvió al partido por no cumplir el porcentaje necesario de votación o cargos electos en 2 elecciones consecutivas.

## Resultados electorales

### Elecciones presidenciales
| Año  | Candidatos                  | Candidatos     | 1.ª Vuelta | 1.ª Vuelta | Resultado |
| Año  | Presidente                  | Vicepresidente | Votos      | %          | Resultado |
| ---- | --------------------------- | -------------- | ---------- | ---------- | --------- |
| 2017 | Abdalá Bucaram Pulley       | Ramiro Aguilar | 455.187    | 4,82%      | 5.º lugar |
| 2021 | Carlos Sagnay de la Bastida | Narda Ortiz    | 26.519     | 0,29%      | 14° lugar |

### Elecciones legislativas
|  | 4.70 % |

|  | 0,88 % |

### Elecciones seccionales
|  | 4.34 % |

|  | 4.07 % |